# Huperzia curvifolia
Huperzia curvifolia là một loài thực vật có mạch trong Họ Thạch tùng. Loài này được (Kunze) Holub mô tả khoa học đầu tiên năm 1985.